# Quarry Bank High School
Quarry Bank High School eller Quarry Bank Grammar School (grundlagt 1867 og åbnet i 1922) blev bygget på Harthill Road i Liverpool, England. Skolens første rektor hed R.F. Bailey, men var ikke det oprindelige førstevalg som skolens første rektor. Den oprindelige kandidat havde vildledt skolepanelet, som varetog valget af rektor, og man besluttede derfor at tilbyde R.F. Bailey stillingen som rektor.
I 1961 besluttede rektor William Ernest Pobjoy at forbyde korporlig afstraffelse på skolen, hvilket på daværende tidspunkt var nærmest uhyrligt. Beslutningen var 25 år forud for sin tid, da resten af skolerne i Liverpool først i 1980'erne besluttede at forbyde korporlig afstraffelse.
I 1967 blev Quarry Bank High School lagt sammen med Morrison og Calder High School, og derefter skiftede skolen navn til Quarry Bank Comprehensive School. William Ernest Pobjoy var Quarry Banks sidste rektor, men fortsatte som Quarry Bank Comprehensive Schools første rektor.
Som så mange andre skoler i England havde Quarry Bank også en dresscode, en skoleuniform, som eleverne skulle gå i. De skulle blandt have en sort blazer med røde og gyldne kendetegn, hvor der på latin stod ”Ex Hoc Metallo Virtuten” eller ”Fra dette rå metal skaber vi kraft”.

## Quarry Banks rektorer
1922 – 1947: R.F. Bailey

1947 – 1956: E.R. Taylor

1956 – 1967: William Ernest Pobjoy

## Kendte elever
Skolen har haft flere kendte og mindre kendte elever. Blandt andet gik Beatles John Lennon der og Douglas Bradley som er kendt for Hellraiser filmene. Også Pete Henry Goldsmith der blandt andet har været den engelske dronnings rådgiver og sidenhen rådgiver for Tony Blair, gik på skolen.